# Арно Ранинен
Арно Ранинен (фин. Aarno Raninen; Kuhmoinen, 27. април 1944 — Тусула, 3. септембар 2014) био је фински певач, текстописац и музичар. Његов основни инструмент био је клавир али је такође свирао на виолини, виолончелу и хармоници.
Своје музичке студије почео је у младости. Након што се преселио у Хелсинки, 1966. године постао је студиски диригент. Док је тамо радио, направио је доста заједничког посла са текстописцем Јухом Вајиниом. Касније је отишао да ради у Дискофон где је написао текстове за многе финске музичаре. Компоновао је музику за многе ТВ серије и игране филмове.